# Великий Подлог
Великий Подлог (словен. Veliki Podlog) — поселення в общині Кршко, Споднєпосавський регіон, Словенія.

## Географія
Висота над рівнем моря: 154,8 м.

### Клімат
| Клімат Великого Подлога | Клімат Великого Подлога | Клімат Великого Подлога | Клімат Великого Подлога | Клімат Великого Подлога | Клімат Великого Подлога | Клімат Великого Подлога | Клімат Великого Подлога | Клімат Великого Подлога | Клімат Великого Подлога | Клімат Великого Подлога | Клімат Великого Подлога | Клімат Великого Подлога | Клімат Великого Подлога |
| Показник                | Січ.                    | Лют.                    | Бер.                    | Квіт.                   | Трав.                   | Черв.                   | Лип.                    | Серп.                   | Вер.                    | Жовт.                   | Лист.                   | Груд.                   | Рік                     |
| Середній максимум, °C   | 3,4                     | 6,4                     | 11,3                    | 15,5                    | 20,6                    | 23,6                    | 26,0                    | 25,5                    | 21,2                    | 15,2                    | 8,3                     | 4,2                     | 15,1                    |
| Середня температура, °C | −0,2                    | 1,6                     | 5,7                     | 9,8                     | 14,8                    | 17,9                    | 19,9                    | 19,2                    | 15,0                    | 9,9                     | 4,3                     | 0,7                     | 9,9                     |
| Середній мінімум, °C    | −3,3                    | −2,4                    | 0,7                     | 4,3                     | 8,8                     | 12,1                    | 13,9                    | 13,7                    | 10,3                    | 6,0                     | 1,2                     | −2,2                    | 5,3                     |
| Днів з опадами          | 6                       | 7                       | 8                       | 9                       | 10                      | 11                      | 9                       | 8                       | 8                       | 8                       | 9                       | 8                       | 101                     |
| ----------------------- | ----------------------- | ----------------------- | ----------------------- | ----------------------- | ----------------------- | ----------------------- | ----------------------- | ----------------------- | ----------------------- | ----------------------- | ----------------------- | ----------------------- | ----------------------- |
| Джерело: www.yr.no      |                         |                         |                         |                         |                         |                         |                         |                         |                         |                         |                         |                         |                         |

## Пам'ятки
Місцева церква названа на честь Святого Миколая і належить до парафії Лесковец при Кршкем. Церква походить з 15 століття, у 19 столітті відбулася невелика реконструкція, яка додала пам'ятці деяких неоготичних рис.